# 더 폴 가이
《더 폴 가이》(영어: The Fall Guy)는 1981년부터 1986년까지 방영된 미국의 텔레비전 드라마이다.